# Manganella

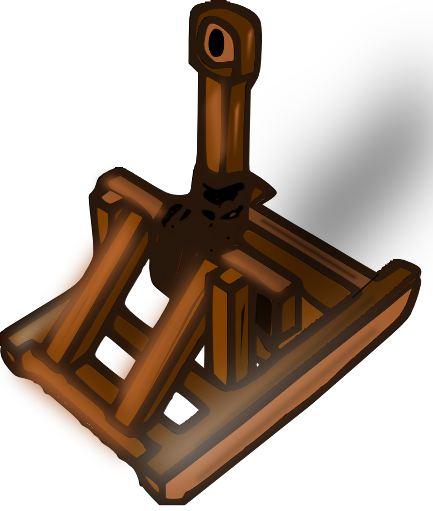
Illustrazione di una semplice manganella

La manganella (termine derivato dal greco-latino manganon, che significa "macchina da guerra") era un tipo di catapulta o una macchina da assedio usata durante il Medioevo per lanciare proiettili contro le mura di un castello.

## Descrizione
Il significato esatto del termine è controverso, e sono state avanzate numerose ipotesi. Potrebbe essere stato il nome dell'artiglieria a contrappeso (trabucco), forse di quella con contrappeso fisso, o un particolare tipo di struttura. Il termine arabo manajaniq deriva dalla stessa parola, e fa riferimento a vari tipi di trabucco. È anche possibile che facesse riferimento a più di un tipo di arma, usate in tempi e luoghi differenti, o che fosse un termine generico.
Nella dialettica moderna "manganella" viene usato come nome della forma medievale di onagro, anche se ci sono poche prove storiche che lo certifichino. La manganella aveva una precisione minore rispetto al trabucco (introdotto più tardi, poco prima della scoperta e dell'uso estensivo della polvere da sparo). La manganella lanciava proiettili con una traiettoria più bassa e con una velocità maggiore rispetto al trabucco, con l'obbiettivo di sfondare le mura piuttosto che di scavalcarle. Era adatta soprattutto per i campi di battaglia.
Le manganelle lanciavano proiettili pesanti appoggiati in un contenitore a forma di mezza palla posizionato al termine del braccio. Questo contenitore poteva lanciare più pietre di una fionda, il che la rendeva diversa dall'onagro. La fionda fu sostituita con un contenitore per ottenere più forza di fuoco. In combattimento le manganelle lanciavano rocce, oggetti incendiati (vasi pieni di materiale infiammabile che creavano una palla di fuoco al momento dell'impatto), o qualsiasi altra cosa fosse al momento disponibile. Tra i proiettili più atipici vi erano anche i morti, spesso parzialmente decomposti, carcasse di animali o persone, usati per intimidire, demoralizzare e spargere malattie tra gli assediati. Questa tattica si è spesso dimostrata valida. La mancanza di cibo, spesso di bassa qualità o marcio, unito agli angusti spazi abitabili, alla scarsa igiene ed alle infestazioni di vermi fornivano lo scenario ideale per lo sviluppo delle epidemie. Si potrebbe notare che il ruolo principale delle manganelle in battaglia, soprattutto durante il medioevo, era di colpire le mura di castelli e città e le infrastrutture, non di uccidere o demoralizzare le truppe. La sua scarsa precisione, unita alla violenza di lancio, la rendevano adatta per colpire grandi obiettivi statici, quali edifici e mura.